# 一井沙織
一井 沙織（いちい さおり、1984年10月8日 - ）は、神奈川県出身のファッションモデル、女優。ガンズマネージメント所属。てんびん座。A型。

## 人物
千駄ヶ谷のベーカリーカフェで働いているところをガンズマネージメントの社長とマネージャーにスカウトされて、モデルに。

## 出演

### 雑誌
- Junie
- spring
- 装苑
- anan (含 連載)
- リンネル
- FRaU
- GINZA
- MAQUIA
- SEDA
- InRed
- mini
- ゼクシィ
- With
- 美的
- ar
- ランドネ
- きれいの魔法 (含 表紙)
- Salida (含 表紙)
- ecocolo
- eyeco
- haco.
- Looks!
- papersky

### CM
- ユニクロ　ブラトップ「NEW SEXY」篇(2013.5〜2013.10)
- 東京ガス「家族のはなし・長男の結婚」篇（2012.11〜2013.10）
- SONY香港　NEX-5N(2011.8〜2012.8)
- Calbee　じゃがビー「じゅわーシズル」篇(2011.4〜2013.4)
- 日産MOCO(2011.2〜2011.4)
- ルナルナ　「生理日」篇、「それぞれ」篇(2010.12〜2012.12)
- 富士通　DOCOMO PRIME F04B 「ながら通話」篇(2010.3〜2010.5)
- モスバーガー　「ごちそうツナバーガー」篇(2010.1〜2010.3)
- 明治製菓　「XYLISH なんで？」篇(2009.2〜2010.4)
- Minute Maid 　 「ピングレの木」篇(2008.4〜2008.7)

### 広告
- 資生堂コラーゲン(2013.3〜2014.3)
- レコチョク(2013.3〜2013.8)
- 花王　アジエンス(2013.1〜2013.12)
- Panasonic「ためさナイト女子」WEB(2012.7〜2013.7)
- THE BODY SHOP「Summer Trend Make-up」WEB(2012.6〜2012.10)
- earth music&ecology Natural Label　WEB(2012.2〜2012.8)
- P&G　Wella(2011.12〜2012.2)
- ALBION EXAGEドリーミィ シフォン WEB(2011.8〜2012.2)
- ラゾーナ川崎(2011.4〜2012.6)
- adidas running(2011.3〜2012.3)
- ADA jewelry　Angejouer(2010.7〜2012.7)
- 伊勢丹(2010.6〜2010.7)
- LUMINE北千住(2009.6〜2009.8)
- 西武新宿PEPE(2008.4〜2008.8)
- HANJIRO カタログ　2008winter
- SONY　BRAVIA(2008.5〜2008.10)
- 大丸(2008.4〜2008.8)
- Anabuki Beauty College 2009